# Втрати Козачої національної гвардії
У статті наведено подробиці втрат Козачої національної гвардії  — збройного формування яке складалося переважно з донських козаків, що під час війни на сході України воювало у лавах проросійських бойовиків.

## Війна на Донбасі
| п/п | Прізвище, ім'я, по-батькові                      | Посада                                  | Місце смерті                            | Дата народження | Дата смерті |
| --- | ------------------------------------------------ | --------------------------------------- | --------------------------------------- | --------------- | ----------- |
| 1.  | Афонін Андрій Миколайович                        |                                         | Слов'янськ, Донецька область            | 14.09.1968      | 02.05.2014  |
| 2.  | Іванов Павло Володимирович                       |                                         | м. Новодружеськ, Луганська область      | 02.04.1970      | 22.05.2014  |
| 3.  | Роман Петро Олегович                             |                                         | с. Дякове, Луганська область            | 30.06.1965      | 04.06.2014  |
| 4.  | Савін Віктор Васильович                          |                                         | с. Дякове, Луганська область            | 01.10.1956      | 04.06.2014  |
| 5.  | Кудинов Ігор Миколайович                         |                                         | с. Дякове, Луганська область            | 06.05.1968      | 12.06.2014  |
| 6.  | Кутищев Андрій Володимирович                     |                                         | с. Дякове, Луганська область            | 06.09.1981      | 12.06.2014  |
| 7.  | Нестеренко Анатолій Сергійович                   |                                         | с. Дякове, Луганська область            | 21.06.1983      | 12.06.2014  |
| 8.  | Соколов Ігор Федорович                           |                                         | с. Дякове, Луганська область            | 26.05.1969      | 12.06.2014  |
| 9.  | Суворов Володимир Анатолійович                   |                                         | с. Дякове, Луганська область            | 22.11.1965      | 12.06.2014  |
| 10. | Ісаєв Олег Ісахович                              |                                         | Бірюкове, Луганська область             | 04.04.1972      | 22.06.2014  |
| 11. | Проскурін Олексій Олександрович («Спец»)         |                                         | Первомайськ                             | 31.01.1987      | 07.07.2014  |
| 12. | Сокол Олександр Іванович                         | начальник служби безпеки КНГ            | поблизу м. Попасна, Луганська область   | 25.04.1964      | 18.07.2014  |
| 13. | Гарбузов Сергій Вікторович                       |                                         | смт. Георгієвка, Луганська область      | 07.11.1972      | 19.07.2014  |
| 14. | Хоптенко Олександр Володимирович                 | 2-й козачий батальон, водій             | смт. Георгієвка, Луганська область      | 13.05.1965      | 19.07.2014  |
| 15. | Сізих Олександр Петрович                         |                                         |                                         | 29.08.1977      | 20.07.2014  |
| 16. | Герцовський Олександр Ганнадійович               | командир розрахунку "Утьосов"           | Піски, Донецька область                 | 18.08.1985      | 25.07.2014  |
| 17. | Жабко Микола Олександрович                       |                                         | м. Дебальцеве, Донецька область         | 31.12.1982      | 26.07.2014  |
| 18. | Колмаков Максим Вікторович ("Макс")              | батальон імені О. Невського, кулеметник | м. Лутугіне, Луганська область          | 25.06.1979      | 27.07.2014  |
| 19. | Колибаба Олександр Геннадійович («Хохол»)        |                                         | м. Лутугіне, Луганська область          | 15.11.1980      | 27.07.2014  |
| 20. | Кублицький Дмитро Олександрович («Знахар»)       |                                         | м. Донецьк                              | 02.08.1988      | 27.07.2014  |
| 21. | Присяжний Ігор Віталійович («Присяга»)           |                                         | м. Донецьк                              | 11.09.1970      | 27.07.2014  |
| 22. | Зайченко Віталій Анатолійович                    |                                         | поблизу смт. Фащівка (Алчевський район) | 22.12.1979      | 28.07.2014  |
| 23. | Мякішев Віталій Вікторович («Браун»)             | полковник                               | м. Вахрушеве                            | 24.07.1977      | 03.08.2014  |
| 24. | Кривобороденко Олександр Володимирович («Рибак») |                                         | Міусинськ                               | 31.03.1974      | 07.08.2014  |
| 25. | Логачєв В'ячеслав Юрійович                       |                                         | Міусинськ                               | 09.05.1985      | 07.08.2014  |
| 26. | Панфілов Володимир Олександрович («Кіт»)         |                                         | Міусинськ                               | 24.10.1966      | 07.08.2014  |